# Рожище (станция)
Рожище - железнодорожная станция на линии Ковель — Киверцы. Львовской железной дороги.

## История
В 1873 году в ходе строительства линии Здолбунов - Ковель в местечке Рожище Луцкого уезда Волынской губернии Российской империи была построена железнодорожная станция.
В ходе боевых действий Великой Отечественной войны и немецкой оккупации (с 26 июня 1941 до 1 февраля 1944 года) станция пострадала, но в дальнейшем была восстановлена.
В 2001 году станция была электрифицирована.